# Judy guitar
A Judy guitar Faragó "Judy" István magyar gitáros és zeneszerző 1983-ban kiadott első önálló nagylemeze.

## Az album dalai
A oldal
1. Szerencsevadász
2. Bárhol jársz
3. Úton hazafelé
4. Borotai képek
5. Zöld köntös
6. Akácos út
7. Judy gitár

B oldal
1. Azok a szép napok
2. Vinnélek, vinnélek
3. Várj, míg sötét lesz
4. Az első villamos
5. Ezüst eső
6. Ne hagyd el soha
7. Csárdás

## Közreműködtek
- Bige István – zongora
- Dolák-Saly Róbert – gitár
- Horváth Kornél – ütőhangszerek
- Karácsony János – basszusgitár
- Mihály János – basszusgitár
- Presser Gábor – billentyűs hangszerek
- Solti János – dobok